# Naby Keïta
Naby Deco Keïta (Conakri, 10 de febrero de 1995) es un futbolista guineano que juega como centrocampista en el Ferencváros T. C. de la Nemzeti Bajnokság I de Hungría.

## Trayectoria
Inició su trayectoria futbolística en el Horoya A. C. de Guinea. Sin embargo, nunca tuvo la oportunidad de debutar oficialmente, por lo que en 2013 decidió unirse al F. C. Istres, de Segunda División de Francia, después de pruebas sin éxito en el F. C. Lorient y el Le Mans.
Hizo su debut en la Ligue 2, el 22 de noviembre de 2013, contra el Nîmes Olympique. La temporada, a nivel colectivo, no fue positiva ya que el equipo perdió la categoría.
En 2014 se unió al Red Bull Salzburgo de la Bundesliga austriaca. Debutó en liga el 26 de julio frente al Wiener Neustadt. Keïta terminó la temporada con cinco goles y dos asistencias en 30 partidos, ganando Liga y la Copa. Al año siguiente ganó un nuevo doblete, además de aumentar su cifra goleadora hasta los catorce tantos.
El 1 de julio de 2016 se anunció su fichaje por el R. B. Leipzig por unos 15 millones de euros. El 10 de septiembre, en su partido de debut en Bundesliga, dio el triunfo a su equipo en el minuto 89 ante el Borussia Dortmund. Rápidamente, se convirtió en una de las revelaciones de la temporada en el fútbol alemán, llegando a ser incluido en el equipo ideal de la temporada después de haber anotado ocho tantos.
El 28 de agosto de 2017 el Liverpool F. C. hizo oficial su fichaje, aunque el centrocampista permanecería como cedido una temporada más en el R. B. Leipzig. El traspaso se estimó en unos 60 millones de euros. En su segunda temporada en el equipo alemán logró nueve goles, entre todas las competiciones, y fue elegido como parte del equipo de la Liga Europa.
El 12 de agosto de 2018 debutó con el Liverpool en una victoria por 4 a 0 ante el West Ham United. Ese fue el primero de los 129 partidos que disputó antes de anunciarse en junio de 2023 su regreso a Alemania en la temporada 2023-24 para jugar en el Werder Bremen.
En Bremen solo jugó cinco encuentros y se negó a subir al bus del equipo después de saber que iba a ser suplente en un partido. El club lo apartó y empezó la campaña siguiente entrenando en solitario. En diciembre de 2024 se anunció su cesión al Ferencváros T. C. para todo el año 2025.

## Selección nacional
Es capitán de la selección de Guinea. En 2015 participó en la Copa Africana de Naciones, donde alcanzó los cuartos de final.

## Estadísticas

### Clubes
Actualizado al último partido jugado el 24 de mayo de 2025.
| Club                         | Div.          | Temporada     | Liga  | Liga  | Liga   | Copas nacionales | Copas nacionales | Copas nacionales | Copas internacionales | Copas internacionales | Copas internacionales | Total | Total | Total  | Media goleadora |
| Club                         | Div.          | Temporada     | Part. | Goles | Asist. | Part.            | Goles            | Asist.           | Part.                 | Goles                 | Asist.                | Part. | Goles | Asist. | Media goleadora |
| ---------------------------- | ------------- | ------------- | ----- | ----- | ------ | ---------------- | ---------------- | ---------------- | --------------------- | --------------------- | --------------------- | ----- | ----- | ------ | --------------- |
| F. C. Istres Francia         | 2.ª           | 2013-14       | 23    | 4     | 9      | 1                | 0                | 0                | ―                     | ―                     | ―                     | 24    | 4     | 9      | 0.17            |
| F. C. Istres Francia         | Total club    | Total club    | 23    | 4     | 9      | 1                | 0                | 0                | 0                     | 0                     | 0                     | 24    | 4     | 9      | 0.17            |
| Red Bull Salzburgo · Austria | 1.ª           | 2014-15       | 30    | 5     | 2      | 4                | 0                | 0                | 10                    | 1                     | 1                     | 44    | 6     | 3      | 0.14            |
| Red Bull Salzburgo · Austria | 1.ª           | 2015-16       | 29    | 12    | 7      | 5                | 2                | 0                | 3                     | 0                     | 0                     | 37    | 14    | 7      | 0.3             |
| Red Bull Salzburgo · Austria | Total club    | Total club    | 59    | 17    | 9      | 9                | 2                | 0                | 13                    | 1                     | 1                     | 81    | 20    | 10     | 0.25            |
| R. B. Leipzig · Alemania     | 1.ª           | 2016-17       | 31    | 8     | 8      | 1                | 0                | 0                | ―                     | ―                     | ―                     | 32    | 8     | 8      | 0.25            |
| R. B. Leipzig · Alemania     | 1.ª           | 2017-18       | 27    | 6     | 5      | 2                | 1                | 0                | 10                    | 2                     | 2                     | 39    | 9     | 7      | 0.23            |
| R. B. Leipzig · Alemania     | Total club    | Total club    | 58    | 14    | 13     | 3                | 1                | 0                | 10                    | 2                     | 2                     | 71    | 17    | 15     | 0.24            |
| Liverpool F. C. Inglaterra   | 1.ª           | 2018-19       | 25    | 2     | 1      | 2                | 0                | 0                | 6                     | 1                     | 0                     | 33    | 3     | 1      | 0.09            |
| Liverpool F. C. Inglaterra   | 1.ª           | 2019-20       | 18    | 2     | 3      | 3                | 0                | 0                | 6                     | 2                     | 0                     | 27    | 4     | 3      | 0.15            |
| Liverpool F. C. Inglaterra   | 1.ª           | 2020-21       | 10    | 0     | 0      | 2                | 0                | 0                | 4                     | 0                     | 0                     | 16    | 0     | 0      | 0               |
| Liverpool F. C. Inglaterra   | 1.ª           | 2021-22       | 23    | 3     | 1      | 7                | 0                | 0                | 10                    | 1                     | 2                     | 40    | 4     | 3      | 0.1             |
| Liverpool F. C. Inglaterra   | 1.ª           | 2022-23       | 8     | 0     | 0      | 5                | 0                | 0                | 0                     | 0                     | 0                     | 13    | 0     | 0      | 0               |
| Liverpool F. C. Inglaterra   | Total club    | Total club    | 84    | 7     | 5      | 19               | 0                | 0                | 26                    | 4                     | 2                     | 129   | 11    | 7      | 0.09            |
| Werder Bremen · Alemania     | 1.ª           | 2023-24       | 5     | 0     | 0      | 0                | 0                | 0                | ―                     | ―                     | ―                     | 5     | 0     | 0      | 0               |
| Werder Bremen · Alemania     | 1.ª           | 2024-25       | 0     | 0     | 0      | 0                | 0                | 0                | —                     | —                     | —                     | 0     | 0     | 0      | 0               |
| Werder Bremen · Alemania     | Total club    | Total club    | 5     | 0     | 0      | 0                | 0                | 0                | 0                     | 0                     | 0                     | 5     | 0     | 0      | 0               |
| Ferencváros T. C. · Hungría  | 1.ª           | 2024-25       | 10    | 0     | 0      | 1                | 0                | 0                | 0                     | 0                     | 0                     | 11    | 0     | 0      | 0               |
| Ferencváros T. C. · Hungría  | Total club    | Total club    | 10    | 0     | 0      | 1                | 0                | 0                | 0                     | 0                     | 0                     | 11    | 0     | 0      | 0               |
| Total carrera                | Total carrera | Total carrera | 239   | 42    | 36     | 33               | 3                | 0                | 49                    | 7                     | 5                     | 321   | 52    | 41     | 0.16            |
| 1. 2.                        |               |               |       |       |        |                  |                  |                  |                       |                       |                       |       |       |        |                 |

## Palmarés

### Campeonatos nacionales
| Título              | Club               | País       | Año  |
| ------------------- | ------------------ | ---------- | ---- |
| Bundesliga          | Red Bull Salzburgo | Austria    | 2015 |
| Copa de Austria     | Red Bull Salzburgo | Austria    | 2015 |
| Bundesliga          | Red Bull Salzburgo | Austria    | 2016 |
| Copa de Austria     | Red Bull Salzburgo | Austria    | 2016 |
| Premier League      | Liverpool F. C.    | Inglaterra | 2020 |
| Copa de la Liga     | Liverpool F. C.    | Inglaterra | 2022 |
| FA Cup              | Liverpool F. C.    | Inglaterra | 2022 |
| Community Shield    | Liverpool F. C.    | Inglaterra | 2022 |
| Nemzeti Bajnokság I | Ferencváros T. C.  | Hungría    | 2025 |

### Campeonatos internacionales
| Título                       | Club            | Sede     | Año  |
| ---------------------------- | --------------- | -------- | ---- |
| Liga de Campeones de la UEFA | Liverpool F. C. | Madrid   | 2019 |
| Supercopa de Europa          | Liverpool F. C. | Estambul | 2019 |
| Copa Mundial de Clubes       | Liverpool F. C. | Catar    | 2019 |